# أناستاسيو سوموزا ديبايل
أناستازيو «تاتشيتو» سوموزا ديبايل (بالإسبانية: Anastasio Somoza Debayle) (5 ديسمبر 1925 - 17 سبتمبر 1980)، كان ديكتاتور نيكاراغوا وكان رسميًا رئيس نيكاراغوا من 1 مايو 1967 إلى 1 مايو 1972 ومن 1 ديسمبر 1974 إلى 17 يوليو 1979. خلف أناستاسيو أخيه الأكبر في المنصب. أناستاسيو كان آخر عضو في عائلة سوموزا يتولى الرئاسة، منهيا بذلك سلالة كانت في السلطة منذ عام 1936.